# Kaisa Pajusalu
Kaisa Pajusalu (ur. 19 lutego 1989 w Parnawie) – estońska wioślarka.

## Osiągnięcia
- Mistrzostwa Świata – Monachium 2007 – dwójka podwójna – 14. miejsce[1].
- Mistrzostwa Europy – Ateny 2008 – jedynka – 14. miejsce[1].
- Mistrzostwa Świata – Poznań 2009 – jedynka – 11. miejsce[1].
- Mistrzostwa Europy – Brześć 2009 – dwójka podwójna – 6. miejsce[1].
- Mistrzostwa Europy – Montemor-o-Velho 2010 – jedynka – 6. miejsce[1].